# Катастрофа Ан-12 под Навабшахом
Катастрофа Ан-12 под Навабшахом — авиационная катастрофа транспортного самолёта Ан-12Б из авиации советского военно-морского флота, произошедшая в субботу 4 августа (в некоторых источниках — 5 августа) 1984 года в районе Навабшаха (Пакистан), при этом погибли 24 человека.

## Самолёт
Ан-12Б с регистрационным номером CCCP-10232 (заводской — 3341107, серийный — 11-07) был выпущен Ташкентским авиационным заводом в 1963 году и передан Министерству обороны, которое в свою очередь направило его в военно-морскую авиацию. По данным на 1974 год борт 10232 эксплуатировался в 145-й ОПЛАЭ (аэродром Скулте, Рига), но в начале 1980-х годов был переведён в 327-й ОТАП (аэродром Остафьево, Москва).

## Экипаж
- Командир корабля — майор Подскребаев Валентин С., лётчик 1-го класса
- Правый лётчик, помощник командира корабля — капитан Васильев Валерий
- Штурман — капитан Хацевский Валентин
- Штурман-инструктор — капитан Николаенко
- Бортовой техник эскадрильи — майор Олейник Анатолий
- Бортовой техник по АДО (борт-электрик) — капитан Правитель Александр
- Военный переводчик — капитан Стаценко Александр
- Командир огневой установки (КОУ) — прапорщик Зайцев Сергей
- Бортовой радист — прапорщик Качан

## Фоновые события
В начале 1980-х годов территория современной Эритреи была аннексирована Эфиопией (с 1962 года). С 1980 года в Асмэре стала базироваться советская авиация, в том числе Ил-38 из авиации Тихоокеанского флота, транспортные самолёты Ан-12 и вертолёты Ми-8. Но в мае 1984 года бойцы из сопротивления за независимость Эритреи атаковали аэродром, уничтожив Ил-38, Ми-8 и повредив один Ан-12 (был восстановлен). В связи с этим полёты Ил-38 пришлось прекратить, а их экипажи вернули в Советский Союз.

## Катастрофа
Борт 10232 выполнял транспортный рейс из Асмэры на базовый аэродром Остафьево (Москва, РСФСР) с промежуточными посадками для дозаправки в Адене (Южный Йемен), Карачах (Пакистан) и Ташкенте (Узбекская ССР). На борту находились 9 членов экипажа и 15 пассажиров — по некоторым данным это были экипажи Ил-38, хотя по другим данным экипажи противолодочных самолётов были вывезены из Эритреи месяцем раньше. Первые два этапа прошли нормально и Ан-12, вылетев из Карачи, поднялся до эшелона 190 (высота 19 000 футов (5800 м)) и направился в Ташкент. Пакистанский диспетчер предупредил, что на маршруте полёта находится гроза, но по официальной версии командир Подскребаев решил, что это не представляет серьёзной опасности. Спустя 45 минут с момента вылета связь с экипажем прекратилась.
Следуя на установленной высоте, Ан-12 влетел мощную кучевую и кучево-дождевую облачность, которая сопровождалась сильной турбулентностью и градом. Этот град и стал решающим фактором, когда пробил обтекатель антенны РЛС и масляные радиаторы двигателей. Из-за полученных пробоин масло стало вытекать, поэтому во всех четырёх силовых установках произошло падение мощности. Тогда экипаж, выключив двигатели № 1 и 3, а двигатели № 2 и 4 переведя в режим «малого газа», решил снизиться под облака и выполнить посадку вне аэродрома. Но в процессе снижения лётчики не справились с управлением и превысили максимальную скорость. В сочетании с высокой турбулентностью это привело к тому, что аэродинамические перегрузки на планер превысили расчётные. Самолёт разрушился в воздухе, после чего рухнул в окрестностях пакистанского города Навабшах. Все 24 человека на борту погибли.